# Camillo Boccaccino

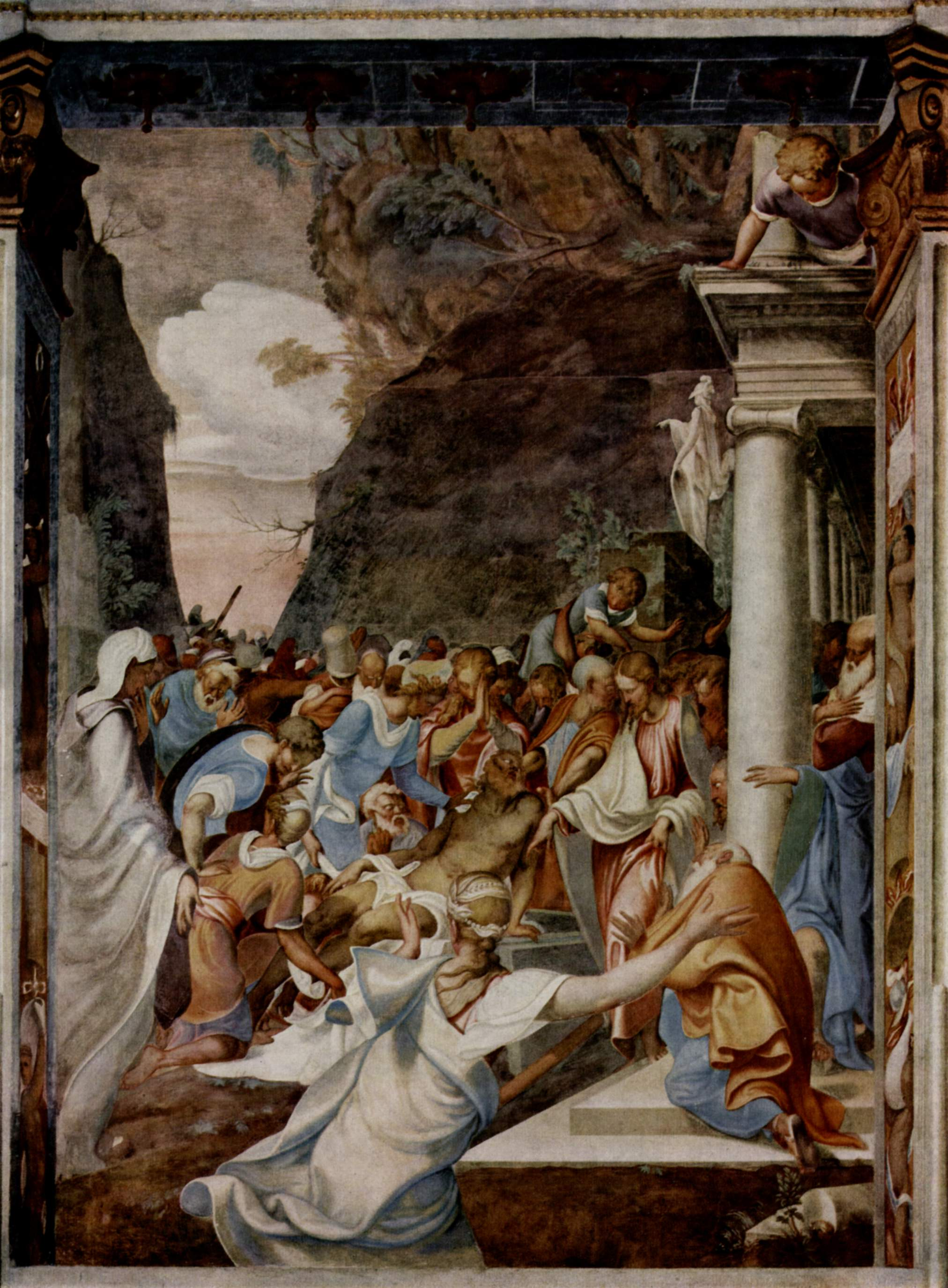
Camillo Boccaccino, Wskrzeszenie Łazarza, malowidła na kopule kościoła San Sigismondo w Cremonie

Camillo Boccaccino (ur. 1505, zm. 1546) – włoski malarz tworzący w okresie manieryzmu, głównie w rodzinnej Cremonie.

## Życiorys
Syn artysty Boccaccia Boccaccina.
Około 1525 roku przebywał w Wenecji, prawdopodobnie będąc uczniem Tycjana.
Do jego wczesnych dzieł należą malowidła dekorujące organy katedry Santa Maria di Campagna w Piacenzy przedstawiające temat Zwiastowania i wizerunki Dawida i Izajasza (w galerii Pinacoteca di Palazzo Farnese) i obraz ołtarzowy dla kościoła San Bartolomeo w Cremonie (w mediolańskiej Pinacoteca di Brera).
W połowie lat trzydziestych XVI wieku namalował freski na pendentywach kopuły tamtejszego kościoła San Sigismondo, wykazującymi oddziaływanie stylistyczne Giulia Romano i Parmigianina.
W 1541 roku wykonywał również tymczasowe scenografie malarskie z okazji pobytu w mieście cesarza Karola V Habsburga.